# Cangrejeras de Santurce 2023 (pallavolo)
Questa voce raccoglie le informazioni riguardanti le Cangrejeras de Santurce nella stagione 2023.

## Stagione
Le Cangrejeras de Santurce disputano la loro seconda Liga de Voleibol Superior Femenino: dopo vinto la regular season, nei play-off scudetto eliminano in cinque giochi le Atenienses de Manatí durante le semifinali, prima di essere sconfitte nello stesso numero di incontri dalle Pinkin de Corozal.

## Organigramma societario
Area direttiva
- Presidente: Marcos Martínez

Area tecnica
- Allenatore: Jamille Torres

## Rosa
| N° | Nome                | Ruolo | Data di nascita   | Nazionalità sportiva |
| -- | ------------------- | ----- | ----------------- | -------------------- |
| 1  | Natalia Valentín    | P     | 12 settembre 1989 | Porto Rico           |
| 2  | Debora Seilhamer    | L     | 10 aprile 1985    | Porto Rico           |
| 3  | Shirley Florián     | C     | 27 luglio 1991    | Porto Rico           |
| 4  | Pamela Cartagena    | L     | 5 febbraio 1987   | Porto Rico           |
| 5  | Yimarilis Calderón  | C     | -                 | Porto Rico           |
| 6  | Gina Mancuso        | S     | 31 maggio 1991    | Stati Uniti          |
| 7  | Génesis Collazo     | O     | 4 ottobre 1992    | Porto Rico           |
| 8  | Soreily Ortiz       | P     | 21 giugno 2000    | Porto Rico           |
| 9  | Dalianliz Rosado    | L     | 17 novembre 1995  | Porto Rico           |
| 10 | Madison Kubik       | S     | 8 gennaio 2001    | Stati Uniti          |
| 11 | Kathia Sánchez      | P     | 29 novembre 1995  | Porto Rico           |
| 12 | Audriana Fitzmorris | O     | 10 ottobre 1997   | Stati Uniti          |
| 13 | Kanisha Jiménez     | O     | 28 novembre 1995  | Porto Rico           |
| 14 | Neira Ortiz         | C     | 6 luglio 1993     | Porto Rico           |
| 15 | Gabrielle Simpson   | O     | 13 ottobre 1996   | Stati Uniti          |
| 15 | Veronica Jones      | S     | 20 gennaio 1997   | Stati Uniti          |
| 17 | Keidy Candelaria    | S     | 7 ottobre 1991    | Porto Rico           |
| 18 | Dulce Téllez        | C     | 12 settembre 1983 | Porto Rico           |

## Mercato
| Acquisti | Acquisti            | Acquisti              | Acquisti   |
| R.       | Nome                | da                    | Modalità   |
| -------- | ------------------- | --------------------- | ---------- |
| P        | Natalia Valentín    | Valencianas de Juncos | definitivo |
| L        | Debora Seilhamer    | -                     | definitivo |
| C        | Shirley Florián     | -                     | definitivo |
| C        | Yimarilis Calderón  | Pinkin de Corozal     | definitivo |
| S        | Gina Mancuso        | -                     | definitivo |
| O        | Génesis Collazo     | Changas de Naranjito  | definitivo |
| P        | Soreily Ortiz       | ?                     | definitivo |
| L        | Dalianliz Rosado    | -                     | definitivo |
| S        | Madison Kubik       | Nebraska              | definitivo |
| P        | Kathia Sánchez      | Changas de Naranjito  | definitivo |
| S        | Kanisha Jiménez     | Criollas de Caguas    | definitivo |
| C        | Neira Ortiz         | Legionovia            | definitivo |
| S        | Keidy Candelaria    | -                     | definitivo |
| C        | Dulce Téllez        | Pinkin de Corozal     | definitivo |
| O        | Gabrielle Simpson   | -                     | definitivo |
| L        | Pamela Cartagena    | -                     | definitivo |
| O        | Audriana Fitzmorris | Markopoulo            | definitivo |
| S        | Veronica Jones      | Rio de Janeiro        | definitivo |

| Cessioni | Cessioni            | Cessioni              | Cessioni   |
| R.       | Nome                | a                     | Modalità   |
| -------- | ------------------- | --------------------- | ---------- |
| P        | Soreily Ortiz       | Valencianas de Juncos | definitivo |
| O        | Gabrielle Simpson   | -                     | svincolata |
| O        | Audriana Fitzmorris | -                     | svincolata |

## Risultati

### LVSF

#### Regular season
| 4 febbraio 2023 Coliseo Rafael Amalbert, Juncos        | Valencianas de Juncos   | 0 - 3 | Cangrejeras de Santurce | 21-25, 24-26, 17-25        |
| 10 febbraio 2023 Coliseo Roberto Clemente, San Juan    | Cangrejeras de Santurce | 3 - 0 | Changas de Naranjito    | 25-22, 29-27, 25-19        |
| 15 febbraio 2023 Coliseo Roberto Clemente, San Juan    | Cangrejeras de Santurce | 3 - 0 | Leonas de Ponce         | 25-19, 25-22, 25-7         |
| 19 febbraio 2023 Coliseo Roger L. Mendoza, Caguas      | Criollas de Caguas      | 1 - 3 | Cangrejeras de Santurce | 25-18, 14-25, 23-25, 19-25 |
| 22 febbraio 2023 Coliseo Roberto Clemente, San Juan    | Cangrejeras de Santurce | 3 - 1 | Criollas de Caguas      | 25-20, 17-25, 25-20, 25-20 |
| 24 febbraio 2023 Coliseo Juan Aubín Cruz Abreu, Manatí | Atenienses de Manatí    | 1 - 3 | Cangrejeras de Santurce | 16-25, 18-25, 25-21, 20-25 |
| 26 febbraio 2023 Coliseo Roberto Clemente, San Juan    | Cangrejeras de Santurce | 3 - 0 | Pinkin de Corozal       | 25-15, 25-13, 29-27        |
| 4 marzo 2023 Coliseo Gelito Ortega, Naranjito          | Changas de Naranjito    | 3 - 1 | Cangrejeras de Santurce | 18-25, 25-23, 25-14, 25-18 |
| 5 marzo 2023 Coliseo Salvador Dijols, Ponce            | Leonas de Ponce         | 3 - 1 | Cangrejeras de Santurce | 25-23, 19-25, 25-17, 25-23 |
| 10 marzo 2023 Coliseo Roger L. Mendoza, Caguas         | Criollas de Caguas      | 3 - 0 | Cangrejeras de Santurce | 25-15, 25-23, 25-11        |
| 16 marzo 2023 Coliseo Carmen Zoraida Figueroa, Corozal | Pinkin de Corozal       | 3 - 1 | Cangrejeras de Santurce | 25-20, 25-13, 19-25, 26-24 |
| 18 marzo 2023 Coliseo Rafael Amalbert, Juncos          | Valencianas de Juncos   | 0 - 3 | Cangrejeras de Santurce | 22-25, 19-25, 23-25        |
| 23 marzo 2023 Coliseo Roberto Clemente, San Juan       | Cangrejeras de Santurce | 3 - 1 | Valencianas de Juncos   | 27-25, 25-23, 23-25, 25-19 |
| 25 marzo 2023 Coliseo Roberto Clemente, San Juan       | Cangrejeras de Santurce | 3 - 0 | Leonas de Ponce         | 25-18, 25-21, 25-18        |
| 27 marzo 2023 Coliseo Roberto Clemente, San Juan       | Cangrejeras de Santurce | 3 - 1 | Atenienses de Manatí    | 13-25, 25-20, 25-23, 25-19 |
| 31 marzo 2023 Coliseo Gelito Ortega, Naranjito         | Changas de Naranjito    | 1 - 3 | Cangrejeras de Santurce | 25-21, 23-25, 13-25, 24-26 |
| 2 aprile 2023 Coliseo Roberto Clemente, San Juan       | Cangrejeras de Santurce | 1 - 3 | Atenienses de Manatí    | 19-25, 25-18, 19-25, 21-25 |
| 5 aprile 2023 Coliseo Roberto Clemente, San Juan       | Cangrejeras de Santurce | 3 - 0 | Pinkin de Corozal       | 25-15, 25-16, 25-20        |

#### Play-off
| Semifinali (gara 1) - 18 aprile 2023 Coliseo Roberto Clemente, San Juan    | Cangrejeras de Santurce | 3 - 1 | Atenienses de Manatí    | 23-25, 25-21, 21-19, 25-11       |
| Semifinali (gara 2) - 20 aprile 2023 Coliseo Juan Aubín Cruz Abreu, Manatí | Atenienses de Manatí    | 0 - 3 | Cangrejeras de Santurce | 22-25, 16-25, 22-25              |
| Semifinali (gara 3) - 23 aprile 2023 Coliseo Roberto Clemente, San Juan    | Cangrejeras de Santurce | 2 - 3 | Atenienses de Manatí    | 20-25, 28-26, 25-17, 21-25, 9-15 |
| Semifinali (gara 4) - 25 aprile 2023 Coliseo Juan Aubín Cruz Abreu, Manatí | Atenienses de Manatí    | 1 - 3 | Cangrejeras de Santurce | 25-20, 23-25, 21-25, 16-25       |
| Semifinali (gara 5) - 27 aprile 2023 Coliseo Roberto Clemente, San Juan    | Cangrejeras de Santurce | 3 - 0 | Atenienses de Manatí    | 28-26, 25-23, 25-16              |
| Finale (gara 1) - 2 maggio 2023 Coliseo Roberto Clemente, San Juan         | Cangrejeras de Santurce | 3 - 1 | Pinkin de Corozal       | 25-22, 11-25, 25-19, 25-17       |
| Finale (gara 2) - 5 maggio 2023 Coliseo Carmen Zoraida Figueroa, Corozal   | Pinkin de Corozal       | 3 - 1 | Cangrejeras de Santurce | 25-23, 25-17, 20-25, 25-17       |
| Finale (gara 3) - 7 maggio 2023 Coliseo Roberto Clemente, San Juan         | Cangrejeras de Santurce | 1 - 3 | Pinkin de Corozal       | 23-25, 19-25, 25-21, 25-27       |
| Finale (gara 4) - 9 maggio 2023 Coliseo Carmen Zoraida Figueroa, Corozal   | Pinkin de Corozal       | 3 - 0 | Cangrejeras de Santurce | 25-23, 25-21, 25-14              |
| Finale (gara 5) - 11 maggio 2023 Coliseo Roberto Clemente, San Juan        | Cangrejeras de Santurce | 1 - 3 | Pinkin de Corozal       | 25-20, 14-25, 20-25, 22-25       |

## Statistiche

### Statistiche di squadra
| Competizione | Punti | In casa | In casa | In casa | In trasferta | In trasferta | In trasferta | Totale | Totale | Totale |
| Competizione | Punti | G       | V       | P       | G            | V            | P            | G      | V      | P      |
| ------------ | ----- | ------- | ------- | ------- | ------------ | ------------ | ------------ | ------ | ------ | ------ |
| LVSF         | 39    | 15      | 11      | 4       | 13           | 7            | 6            | 28     | 18     | 10     |
| Totale       | -     | 15      | 11      | 4       | 13           | 7            | 6            | 28     | 18     | 10     |

G = partite giocate; V = partite vinte; P = partite perse